# Ува II
Ува́ II — железнодорожная станция Ижевского отделения Горьковской железной дороги. Расположена в селе Подмой Увинского района Удмуртии. Открыта в 1947 году. До 1975 года носила название Подмой.
Станция осуществляет посадку и высадку на поезда местного и пригородного сообщения, а также приём и выдачу повагонных и мелких отправок на подъездных путях. Прием и выдача багажа не производятся

## Пригородное следование по станции
Пригородные железнодорожные перевозки со станции осуществляются пассажирской компанией «Содружество». По состоянию на 2013 год станция обслуживает пригородные поезда, следующие из Увы до Ижевска. И в том и в обратом направлении поезда останавливаются два раза в день.